# Salem Ihab Salem
Pour les articles homonymes, voir Salem.
Salem Ihab Salem (en arabe : سالم ايهاب سالم), né le 9 septembre 1995, est un nageur égyptien. 

## Carrière
Salem Ihab Salem obtient quatre médailles d'argent (aux relais 4 x 100 mètres nage libre,  4 x 200 mètres nage libre, 4 x 100 mètres quatre nages et 4 x 100 mètres quatre nages mixte) aux Championnats d'Afrique de natation 2016 à Bloemfontein.